# Oidaematophorus negus
Oidaematophorus negus là một loài bướm đêm thuộc họ Pterophoridae. Nó được biết đến ở Ethiopia.